# 372
Năm 372 là một năm trong lịch Julius.